# ريكاردو مينديز كوستا
ريكاردو مينديز كوستا (17 يناير 1994 - ) هو لاعب كرة قدم برتغالي في مركز الوسط. لعب مع نادي بورتو.

## وصلات خارجية
- ريكاردو مينديز كوستا على موقع Soccerway.com (الإنجليزية)